# Плужково
Плужково — деревня в Чеховском районе Московской области, в составе муниципального образования сельское поселение Стремиловское (до 28 февраля 2005 года входила в состав Стремиловского сельского округа), деревня связана автобусным сообщением с райцентром и соседними населёнными пунктами.

## Население
| 2002 | 2006 | 2010 |
| ---- | ---- | ---- |
| 15   | ↘9   | ↗16  |

## География
Плужково расположено примерно в 8 км на запад от Чехова, на запруженном левом притоке (Смородинка) реки Лопасня, высота центра деревни над уровнем моря — 162 м. На 2016 год в Плужково зарегистрировано 12 садовых товариществ.